# Kosmas (Gegenkaiser)
Kosmas (mittelgriechisch Κοσμάς; † April/Mai 727) war ein byzantinischer Gegenkaiser.
Kosmas wurde im Frühjahr 727 von Truppen des Themas Hellas im heutigen Thessalien gegen Leo III. zum Basileus ausgerufen und fand auch Unterstützer auf den Kykladen. Die Flotte der Aufrührer unter dem Kommando des Turmarchen Agallianos Kontoskeles wurde am 18. April 727 von kaisertreuen Marineeinheiten unter Einsatz des Griechischen Feuers besiegt. Kosmas wurde wenig später gefangen genommen und zusammen mit einem weiteren Rebellenführer namens Stephanos enthauptet.
Ob der Aufstand im Zusammenhang mit einer anti-ikonoklastischen Reaktion gegen Leo in Verbindung steht, wie es die ikonodulen (Befürworter der Bilderverehrung) Quellen suggerieren, ist jedoch unklar. In der neueren Forschung werden die Auswirkungen des Bilderstreits in der Zeit Leos III. und seines Sohnes Konstantin V. wesentlich differenzierter betrachtet. So ist es unsicher, dass Leo eine breite Verfolgung von Bilderfreunden initiiert hat und dies angeblich auf harten Widerstand stieß.